# Besuchsdienst
Ein Besuchsdienst oder auch Besucherdienst ist eine Dienstleistung, die den Besuch von einer Person oder Gruppe von meist hilfsbedürftigen, sozial benachteiligten, untersuchungsbedürftigen oder einsamen Menschen oder Tieren als Aufgabe hat. Meist finden diese im Ehrenamt (zum Beispiel von Kirchen und Gemeinden), sowie durch ärztliche, therapeutische, soziale, geistliche, pädagogische oder pflegerische Mitarbeiter statt. Besucherdienste können in Privathaushalten, sozialen Einrichtungen, Krankenhäusern und Kliniken, Alten-/Behinderten-/Kinder-/Flüchtlingsheimen, Bildungswesen, Kirchen oder auch anderen Ländern stattfinden.

## Gründe für Besuchsdienste
- Leisten von Gesellschaft und Einschränken von Einsamkeit; gemeinsam Tätigkeiten und Aktivitäten ausüben, Aufmerksamkeit schenken und Unterhaltung und/oder Gespräche bieten
- Beratungen und Hilfestellungen anbieten oder Wissen weitergeben
- Überreichen von Geschenken oder Bereitstellen von Dingen wie Essen, Decken usw.
- Begleiten, Unterstützen und/oder Abnehmen von alltäglichen Aufgaben wie Besuchen, Einkäufen und anderen Erledigungen
- Missionierung und Werbung für etwas
- Seelsorge (Aufmunterung, Trösten, Zuhören usw.)
- ärztliche und/oder therapeutische Untersuchungen
- Menschen zusammenbringen

Besuchsdienste durch Ehrenamtliche – aufgefasst als zusätzliches Angebot, nicht als Ersatz für bestehende Leistungen der Pflege oder Hauswirtschaft – können klar von der professionellen Pflege abgegrenzt werden.

## Beispiele für besuchte Menschen
- Menschen mit körperlichen Problemen, die eine Teilhabe am gesellschaftlichen Leben und das Verlassen des Hauses einschränken
- Menschen mit psychischen, geistigen und/oder sozialen Problemen, die eine Teilhabe am gesellschaftlichen Leben und das Verlassen des Hauses einschränken oder die der Gefahr unterlaufen sich selbst oder andere zu schädigen
- Menschen, die von der Existenz bedroht sind, wie z. B. Obdachlose
- Menschen mit Erkrankungen oder Behinderungen
- ausgeschlossene Menschen z. B. durch Stigmatisierung oder aufgrund von Freiheitsentziehung
- Menschen mit finanziellen Problemen, die eine Teilhabe am gesellschaftlichen Leben und Verlassen des Hauses einschränken
- Kinder und Jugendliche, die bei der Entwicklung unterstützt werden sollen
- Senioren, die mit körperlichen, geistigen und sozialen Problemen des Alters zu kämpfen haben
- Patienten in therapeutischer oder ärztlicher Behandlung
- Menschen, die mit Problemen in Entwicklungsländern zu kämpfen haben (Entwicklungshilfe) und Flüchtlinge
- Hilfe und Unterstützung für Menschen mit Migrationshintergrund und/oder Verständigungsproblemen